# Anisognathus
Anisognathus es un género de aves paseriformes perteneciente a la familia Thraupidae que agrupa a cinco especies nativas de América del Sur, donde se distribuyen principalmente a lo largo de los Andes y adyacencias desde el norte de Venezuela y noreste de Colombia hasta el noroeste de Bolivia. A sus miembros se les conoce por el nombre común de tangaras y también tangaras-montanas, tangaras-de-montaña, clarineros o cachaquitos, entre otros.

## Etimología
El nombre genérico masculino «Anisognathus» se compone de las palabras griegas «anisos»: desigual, y «gnathos»: mandíbula inferior.

## Características
Las tangaras de este género son hermosas, de patrón de plumaje muy atractivo, de tamaño mediano, miden alrededor de 18 cm de longitud. El formato del pico es variable, con dos especies con picos más cónicos. Son bastante conspícuas y gregarias en sus hábitats de bosques montanos y sus bordes.

## Taxonomía
La taxonomía del presente género todavía no esta adecuadamente resuelta; las especies A. sumptuosus y A. notabilis (las dos de picos más cónicos) ya estuvieron en el pasado colocadas en un género Compsocoma. Los estudios genético moleculares de Sedano & Burns (2010) encontraron que la inclusión de estas dos especies en el presente género era problemática. Las otras tres especies, A. igniventris, A. lacrymosus y A. melanogenys forman un clado bien robusto y ya estuvieron en el pasado colocadas en un género Poecilothraupis. De cualquier forma, Anisognathus hace parte de un gran clado que incluye Buthraupis, Sporathraupis, Tephrophilus, Chlorornis y Cnemathraupis, todos en una subfamilia Thraupinae.
Las clasificaciones Aves del Mundo (HBW) y Birdlife International (BLI) consideran al grupo de subespecies A. igniventris lunulatus (de amplia distribución desde Venezuela hasta el centro de Perú) como una especie separada de A. igniventris, y a la subespecie A. somptuosus flavinucha (del sur de la distribución: sureste de Perú y noroeste de Bolivia) como especie separada de A. somptuosus. Esta separación no es seguida todavía por otras clasificaciones.

## Lista de especies
Según las clasificaciones del Congreso Ornitológico Internacional (IOC) y Clements Checklist v.2019, el género agrupa a las siguientes especies con el respectivo nombre popular de acuerdo con la Sociedad Española de Ornitología (SEO):
| Imagen | Nombre científico                    | Autor                          | Nombre común              | EC (*) |
| ------ | ------------------------------------ | ------------------------------ | ------------------------- | ------ |
|        | Anisognathus melanogenys             | (Salvin & Godman, 1880)        | tangara de Santa Marta    | LC     |
|        | Anisognathus lacrymosus              | (du Bus de Gisignies, 1846)    | tangara lacrimosa         | LC     |
|        | Anisognathus igniventris             | (d’Orbigny & Lafresnaye, 1837) | tangara ventriescarlata   | LC     |
|        | Anisognathus (igniventris) lunulatus | (du Bus de Gisignies, 1839)    |                           | LC     |
|        | Anisognathus somptuosus              | (Lesson, 1831)                 | tangara aliazul           | LC     |
|        | Anisognathus (somptuosus) flavinucha | (d’Orbigny & Lafresnaye, 1837) | tangara aliazul boliviana | LC     |
|        | Anisognathus notabilis               | (P.L. Sclater, 1855)           | tangara barbinegra        | LC     |

(*) Estado de conservación